# Microsoft Mobile
Microsoft Mobile Oy — фінсько-американська дочірня компанія Microsoft, яка спеціалізувалася на розробці телефонів. Була заснована 3 вересня 2013 року після купівлі основного виробництва Nokia компанією Microsoft. 
Раніше називалась Nokia Devices & Service. 
З 2014 року лінійка смартфонів Lumia належить Microsoft Mobile.

## Історія
3 вересня 2013 року Microsoft купує мобільний бізнес компанії Nokia.
В тому ж році була заснована компанія Nokia Devices & Service (пізніше перейменована в Microsoft Mobile).
В 2014 році Nokia продала права на телефони лінійки Lumia компанії Microsoft Mobile. Лінійка Nokia Lumia була перейменована в Microsoft Lumia.
Nokia до 2014 року була власником Devices & Service, але коли компанія перейменувалась в Microsoft Mobile, Нокіа почала відповідати за всю продукцію компанії, а власником стала компанія Microsoft.

## Засновники компанії
- Microsoft Corporation USA
- Nokia Finland Manufacturing Co.

Компанією володіє Microsoft, а за всю продукцію компанії відповідає NOKIA.